# جیمز یاگاشی
جیمز یاگاشی (انگلیسی: James Yaegashi؛ زادهٔ) بازیگر اهل ایالات متحده آمریکا است. وی از سال ۱۹۹۹ میلادی تاکنون مشغول فعالیت بوده‌است.